# All We Know (canción de The Chainsmokers)
«All We Know» es una canción del dúo de DJ estadounidense The Chainsmokers. Cuenta con las voces de Andrew Taggart (la mitad de The Chainsmokers) y la cantante estadounidense Phoebe Ryan. La canción fue lanzada el 29 de septiembre de 2016, a través de Disruptor Records y Columbia Records.

## Antecedentes y composición
En la canción, The Chainsmokers dijo: "Se trata de las dificultades de las relaciones, pero nunca te rindes en tu viaje o mueres"
La canción está escrita en la tecla de Do mayor con un tiempo de tiempo común de 90 latidos por minuto con una progresión de acordes de C - Fusus2 - Am. Las voces abarcan desde G 3 hasta A 4 en la canción. Las letras fueron escritas por Taggart y el dúo de compositores sueco SHY, compuesto por Sara Hjellström y Nirob Islam (también conocido como SHY Martin y SHY Nodi, respectivamente), mientras que la producción fue manejada por The Chainsmokers.

## Posicionamiento en listas
| Lista (2016-17)                             | Mejor posición |
| ------------------------------------------- | -------------- |
| Australia (ARIA)                            | 8              |
| Austria (Ö3 Austria Top 40)                 | 15             |
| Bélgica (Flandes) (Ultratop 50)             | 43             |
| Bélgica (Valonia) (Ultratip Bubbling Under) | 5              |
| Canadá (Canadian Hot 100)                   | 14             |
| República Checa (Rádio Top 100)             | 18             |
| República Checa (Singles Digitál Top 100)   | 9              |
| Dinamarca (Tracklisten)                     | 35             |
| Francia (SNEP)                              | 186            |
| Alemania (Media Control AG)                 | 40             |
| Hungría (Single Top 40)                     | 40             |
| Irlanda (IRMA)                              | 18             |
| Italia (FIMI)                               | 30             |
| Líbano (Lebanese Top 20)                    | 13             |
| Países Bajos (Dutch Top 40)                 | 15             |
| Países Bajos (Mega Single Top 100)          | 21             |
| Nueva Zelanda (Recorded Music NZ)           | 10             |
| Noruega (VG-lista)                          | 10             |
| Portugal (AFP)                              | 27             |
| Escocia (Scottish Singles Sales Chart)      | 11             |
| Eslovaquia (Rádio Top 100)                  | 73             |
| Eslovaquia (Singles Digitál Top 100)        | 13             |
| Suecia (Sverigetopplistan)                  | 19             |
| Suiza (Schweizer Hitparade)                 | 32             |
| Reino Unido (UK Singles Chart)              | 24             |
| Estados Unidos (Billboard Hot 100)          | 18             |

## Certificaciones
| País   | Organismo certificador | Certificación | Ventas certificadas | Ref.   |
| ------ | ---------------------- | ------------- | ------------------- | ------ |
| México | AMPROFON               | Platino       | 60,000              | [ 31 ] |